# Lathyrus latidentatus
Lathyrus latidentatus là một loài thực vật có hoa trong họ Đậu. Loài này được Jelen. miêu tả khoa học đầu tiên.